# Grolla d'oro

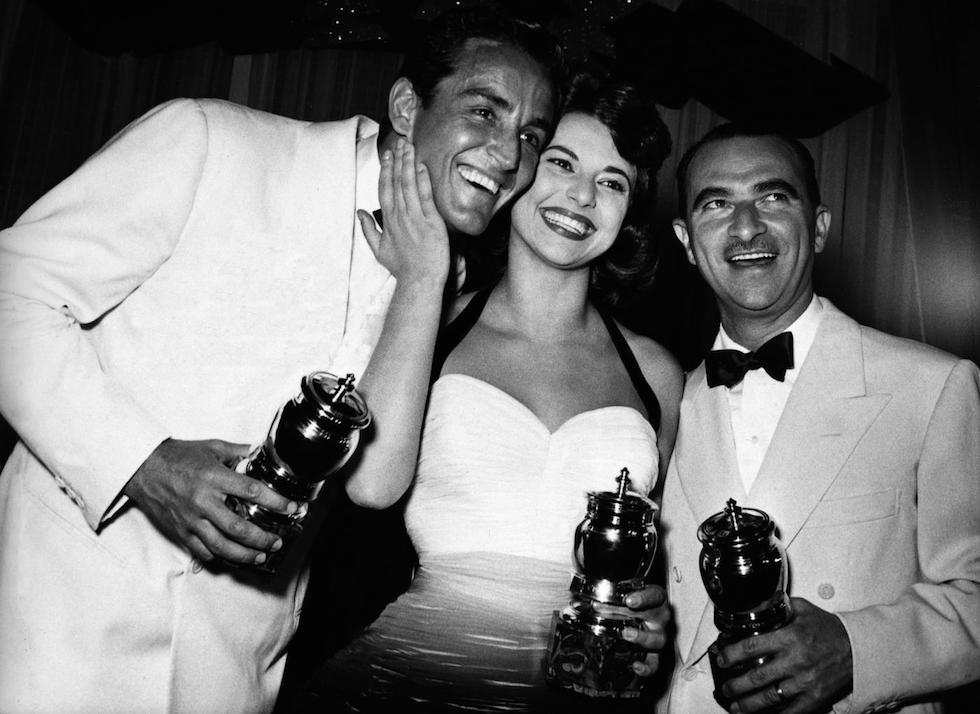
Vittorio Gassman, Giovanna Ralli și Alberto Lattuada premiați cu Grolla d'oro în 1957.

Grolla d'oro plural Grolle d'oro, (numit mai târziu Premiul Saint Vincent-Grolle d'oro) a fost un premiu de film italian, care a avut loc la Saint-Vincent, promovat de regiunea autonomă Valle d'Aosta și organizat de Casino de la Vallée.
Premiul a fost fondat în 1953 și a durat până în 1981 iar după câțiva ani de pauză, a fost relansat în 1989 de jurnalistul Maurizio Costanzo și, mai ales, de criticul de film Felice Laudadio (1990-2001). Ceremoniile au loc în Saint-Vincent, Valea Aosta.

## Premii
- Cel mai bun regizor
- Cea mai bună actriță
- Cel mai bun actor
- Grolla d'oro pentru cea mai bună actriță nouă
- Grolla d'oro apentru cel mai bun actor nou
- Cel mai bun producător
- Cel mai bun regizor nou
- Grolla d'oro pentru cel mai bun scenariu
- Grolla d'oro pentru cea mai bună imagine
- Cea mai bună melodie
- Grolla d'oro pentru carieră